# Arnold Coster
Arnold Coster (17 mei 1976) is een professioneel berg- en expeditieklimmer. Hij is de enige Nederlander die drie keer op de top van de Mount Everest gestaan heeft. In totaal heeft hij zes Everest-expedities geleid waarvan hij in drie gevallen op de top gestaan heeft. In 2010 beklom hij als eerste Nederlander de berg Makalu (8485 m). 
Daarnaast heeft hij onder andere drie keer de Cho Oyu, Manaslu, Baruntse, Muztagh Ata, Lhakpa Ri en Kilimanjaro beklommen.
Coster houdt zich sinds zijn zestiende met bergbeklimmen bezig. Hij beklom diverse hoge toppen in de Alpen, en werd daarna professioneel expeditieklimmer bij SummitClimb. In 2003 verhuisde hij voor zijn passie naar Nepal. 

## Beklimmingen
Enkele van zijn belangrijkste beklimmingen zijn:
| Jaar | Berg                         |
| ---- | ---------------------------- |
| 2003 | Manaslu                      |
| 2004 | Mount Everest (vanuit Tibet) |
| 2005 | Mount Everest (vanuit Nepal) |
| 2005 | Cho Oyu                      |
| 2006 | Mount Everest (vanuit Nepal) |
| 2007 | Kilimanjaro/Mount Kenya      |
| 2007 | Muztagh Ata                  |
| 2008 | Mount Everest/Lhotse         |
| 2009 | Baruntse                     |
| 2009 | Cho Oyu                      |
| 2009 | Mount Everest (vanuit Tibet) |
| 2010 | Makalu                       |
| 2011 | Cho Oyu                      |
| 2011 | Muztagh Ata                  |
| 2011 | Mount Everest (vanuit Tibet) |
| 2011 | Mera Peak                    |
| 2011 | Baruntse                     |
| 2012 | Kilimanjaro                  |
| 2012 | Mount Kenya                  |
| 2012 | Lhotse                       |
| 2012 | Muztagh Ata                  |
| 2012 | Manaslu                      |
| 2012 | Ama Dablam                   |
| 2014 | Manaslu                      |